# Adil Kaaba
Adil Kaaba –en árabe, عادل كعبة– (nacido el 19 de mayo de 1971) es un deportista marroquí que compitió en judo. Ganó una medalla de plata en el Campeonato Africano de Judo de 1998 en la categoría de –90 kg.

## Palmarés internacional
| Campeonato Africano | Campeonato Africano | Campeonato Africano | Campeonato Africano |
| Año                 | Lugar               | Medalla             | Categoría           |
| ------------------- | ------------------- | ------------------- | ------------------- |
| 1998                | Dakar (Senegal)     | Medalla de plata    | –90 kg              |